# Xerocrassa amphiconus
Xerocrassa amphiconus is een slakkensoort uit de familie van de Hygromiidae. De soort is endemisch op Kreta.
Xerocrassa amphiconus werd voor het eerst wetenschappelijk beschreven als Helix amphiconus door Maltzan (1883).